# АЗиЯ
Творческий союз «АЗиЯ» — содружество композиторов и исполнителей, сосуществующих в жанре «современная камерная песня»: Елены Фроловой, Николая Якимова, Александра Деревягина, Татьяны Алёшиной. Основан в 1993 году. По собственному признанию музыкантов "Творческий союз «АЗиЯ» это «четыре человека, совершенно автономные и независимые в своих творческих устремлениях, объединённые взаимным интересом к творчеству друг друга и человеческой симпатией».
Идея создания такого союза принадлежала Николаю Якимову и Александру Деревягину, которые пригласили Елену Фролову и Татьяну Алёшину. Примечательно, что Татьяна Алёшина не была концертирующим артистом, а была композитором, театральным деятелем и преподавателем вокала. По её признанию «перешла из „лагеря“ авторов в „лагерь“ авторов-исполнителей».
В 2000 году членами Творческого союза создана Студия современного искусства «АЗиЯ-плюс» (г. Санкт-Петербург), причём Николай Якимов стал её арт-директором, а Александр Деревягин - звукорежиссёром. Целью проекта была провозглашена поддержка жанра «современной камерной песни». Основной деятельностью Студии стали запись и издание музыкальных альбомов, выпуск книг и аудиокниг, а также организация концертов и музыкально-поэтических вечеров членов союза и близких по духу поэтов и музыкантов (в частности Виктора Луферова, Андрея Анпилова, Елены Казанцевой, Мананы Менабде, Веры Евушкиной, Виктора Сосноры, Ольги Седаковой и др.).
Последний концерт состоялся 29 февраля 2020.

## Дискография
- 2002 — Seconda Parte
- 2005 — Улица Мандельштама